# 近鐵宮津站
近鐵宮津站（日语：／ Kintetsu-Miyazu eki */?）是位於日本京都府京田邊市，屬於是近畿日本鐵道（近鐵）京都線的鐵路車站。車站編號為B19。本站是京田邊市最南端的鐵道車站，站名為了不與京都丹後鐵道的宮津站混淆（兩者同位於京都府），因此冠上「近鐵」兩字。

## 歷史
為了增加地區居民交通方便性，近鐵接受綴喜郡田邊町（現在的京田邊市）的要求，於1993年9月設置本站。車站隔壁即是宮津車庫。
- 1993年（平成5年）
  - 3月18日 - 宮津車庫開設，三山木信號所開業。
  - 9月21日 - 從信號所昇格成車站，近鐵宮津站開業[3]。
- 2007年（平成19年）4月1日 - 可使用「PiTaPa」乘車[4]。

## 車站構造
本站為島式月台1面2線的地面車站，設有兩條通過線。此站坐落在盛土上，自本站以北 (往近鐵京都方向) 的各站月台都可容納6節車廂編成的列車。本站由新田邊站負責管理，並有站務員駐點。站內只有一處驗票口。

### 月台配置
| 月台 | 路線   | 方向 | 目的地                                                        |
| ---- | ------ | ---- | ------------------------------------------------------------- |
| 2    | 京都線 | 下行 | 往 新祝園、大和西大寺、奈良、天理、橿原神宮前、吉野、大阪難波 |
| 3    | 京都線 | 上行 | 往 新田邊、丹波橋、京都、京都國際會館                         |

- 1號線和4號線是通過線，因此沒有設置月台。

## 使用狀況
根據「京田邊市統計書」，近年本站1日上下車人次如下表。
| 年度               | 特定日   | 特定日     | 1日平均 上下車人次 | 來源   |
| 年度               | 調査日   | 上下車人次 | 1日平均 上下車人次 | 來源   |
| ------------------ | -------- | ---------- | ------------------ | ------ |
| 2000年（平成12年） | -        | -          | 573                | [ 7 ]  |
| 2001年（平成13年） | -        | -          | 564                | [ 7 ]  |
| 2002年（平成14年） | -        | -          | 538                | [ 7 ]  |
| 2003年（平成15年） | 11月11日 | 588        | 512                | [ 8 ]  |
| 2004年（平成16年） | -        | -          | 484                | [ 9 ]  |
| 2005年（平成17年） | 11月08日 | 506        | 486                | [ 10 ] |
| 2006年（平成18年） | -        | -          | 468                | [ 11 ] |
| 2007年（平成19年） | -        | -          | 458                | [ 12 ] |
| 2008年（平成20年） | 11月18日 | 492        | 443                | [ 13 ] |
| 2009年（平成21年） | -        | -          | 412                | [ 14 ] |
| 2010年（平成22年） | 11月09日 | 431        | 425                | [ 15 ] |
| 2011年（平成23年） | -        | -          | 423                | [ 16 ] |
| 2012年（平成24年） | 11月13日 | 404        | 413                | [ 17 ] |
| 2013年（平成25年） | -        | -          | 413                | [ 18 ] |
| 2014年（平成26年） | -        | -          | 407                | [ 19 ] |
| 2015年（平成27年） | 11月10日 | 390        | 418                | [ 20 ] |
| 2016年（平成28年） | -        | -          | 421                | [ 21 ] |
| 2017年（平成29年） | -        | -          | 413                | [ 22 ] |
| 2018年（平成30年） | 11月13日 | 422        |                    |        |

## 車站周邊
- 京田邊市立三山木小学校
- 京都府道22号八幡木津線

## 公車路線
從車站往西徒步約200m的府道22号線上，設有江津公車站，由奈良交通營運。
| 月台 | 系統 | 目的地   | 備註                                    |
| ---- | ---- | -------- | --------------------------------------- |
| 北側 | 73   | 三山木站 | 只有在同志社大學開學日的周六9：39分發車 |

## 相鄰車站
近畿日本鐵道
 京都線
■急行（下述以外的列車）
通過
■急行（從京都發車，本站終點）
三山木（B18） → 近鐵宮津（B19）
■普通
三山木（B18）－近鐵宮津（B19）－狛田（B20）